# Jozef Solga
Ing. Jozef Solga (* 15. ledna 1956) je bývalý slovenský fotbalista, obránce.

## Fotbalová kariéra
V československé lize hrál za Inter Bratislava. Gól v lize nedal.

## Ligová bilance
| Ročník                                   | Zápasy | Góly | Klub             |
| ---------------------------------------- | ------ | ---- | ---------------- |
| 1. československá fotbalová liga 1975/76 | -      | 0    | Inter Bratislava |
| CELKEM 1. liga                           | -      | 0    |                  |